# Makoto Okubo
Makoto Okubo (Nagasaki, 3 mei 1975) is een voormalig Japans voetballer.

## Carrière
Makoto Okubo speelde tussen 1998 en 2000 voor Sanfrecce Hiroshima.

## Statistieken
| Japan   | Japan               | Japan       | League | League | Emperor's Cup | Emperor's Cup | J-League Cup | J-League Cup | Totaal | Totaal |
| Seizoen | Club                | League      | Wed.   | Goals  | Wed.          | Goals         | Wed.         | Goals        | Wed.   | Goals  |
| ------- | ------------------- | ----------- | ------ | ------ | ------------- | ------------- | ------------ | ------------ | ------ | ------ |
| 1998    | Sanfrecce Hiroshima | J. League 1 | 6      | 1      | 0             | 0             | 4            | 1            | 10     | 2      |
| 1999    | Sanfrecce Hiroshima | J. League 1 | 3      | 0      | 4             | 1             | 0            | 0            | 7      | 1      |
| 2000    | Sanfrecce Hiroshima | J. League 1 | 8      | 0      | 0             | 0             | 3            | 0            | 11     | 0      |
| Totaal  | Totaal              | Totaal      | 17     | 1      | 4             | 1             | 7            | 1            | 28     | 3      |